# Jeremies (profeta)
Jeremies o Jeremias (hebreu: יִרְמְיָהוּ, Yirməyāhū‎, de vegades יִרְמִיָהוּ, ‘Jahvè exalta’; grec antic: Ἰερεμίας; àrab: إرميا, Irmiyā; en llatí: Jērĕmīās) és un dels profetes majors de la Bíblia hebrea.

## Hagiografia
Va viure a finals del segle vii aC i en les primeries del segle VI a. de J.C. Era fill de Hilkiah, sacerdot d'Anathoth i fou cridat per Déu a profetitzar sent encara molt jove, l'any de 627 a. de JC. durant el regnat de Josies, havent exercit de profeta almenys des d'aquest any fins al 585 a. de J.C. El teatre de llur activitat fou, per algun temps, la seva població nadiua, i per la major part de la seva vida, la ciutat de Jerusalem; després de la destrucció d'aquesta ciutat, els seus camps d'acció foren Masphath i les colònies jueves de la dispersió a Egipte.

### Context històric
L'època corresponent a la missió de Jeremies fou de grans catàstrofes polítiques que canviaren radicalment la faç de l'Àsia occidental. La ruïna de l'Imperi assiri, que es completà el 606 aC amb la conquesta de Nínive, induí Necó II, rei d'Egipte, a donar un cop decisiu al seu antic enemic a l'Eufrates: Palestina, per la seva posició geogràfica, havia de patir les conseqüències de la lluita entre aquelles dues grans potències i, en efecte, el poble jueu fou induït a alçar-se al pas de l'exèrcit egipci pel seu territori.
La temptativa de Josies d'oposar-se a l'avanç de les tropes egípcies li costà la vida a la batalla de Mageddo (608 aC). Quatre anys després, Necó, el vencedor de Mageddo, moria a la batalla de Carquemix, vençut per Nabucodonosor, que llavors fixà l'esguard vers Jerusalem. Els últims reis que ocuparen el tron de David, els tres fills de Josies (Joacaz, Joaquim i Sedecies) precipitaren la destrucció del regne amb la seva desgraciada política exterior i amb llur feblesa a l'interior: els dos últims, malgrat les amonestacions de Jeremies, es deixaren arrossegar pel partit bèl·lic, refusant pagar el tribut que exigia el rei de Babilònia, i a les represàlies d'aquest seguí ben aviat la rebel·lió. En la segona gran expedició Jerusalem fou conquerida (586 aC) i destruïda després de vuit mesos de setge.

### Labor de Jeremies
Aquesta és la base històrica de la labor del profeta Jeremies: La seva difícil missió era proclamar, en la vigília de la gran catàstrofe del Mont Sió, el decret de Déu sobre la destrucció de la ciutat i del temple, i encara que no assolí convertir al poble i evitar d'aquesta forma la desgràcia que esperava Jerusalem, les seves paraules foren per alguns com "un martell que trencà llurs cors pel penediment".
A causa de les seves primeres profecies perillà la seva vida entre els seus conciutadans d'Anathoth, i en anar a Jerusalem empitjorà la situació, ja que tenia contra seu el rei Joaquim, a qui havia retret els seus excessos, i el partit de Sió, amb la seva supersticiosa confiança en el temple. Aquest partit incità el poble a aixecar-se contra el profeta, mentre el partit favorable a Egipte el maleïa perquè Jeremies condemnava la coalició amb Egipte, i el partit dels patriotes li tirava en cara el seu pessimisme.
A causa d'aquesta animositat en contra d'ell, i ja durant el setge de Jerusalem, Jeremies fou condemnat a mort i llençat a una masmorra llotosa, d'on el tragué un estranger. Després de la destrucció de Jerusalem, el profeta no va marxar a l'exili de Babilònia, sinó que va romandre a Canaan on continuà profetitzant fins que fou arrossegat a Egipte pels jueus que hi emigraven.
Segons una tradició mencionada per primer cop per Tertulià, Jeremies morí lapidat a Egipte a mans dels seus mateixos conciutadans, a causa de llurs prediccions. El Martirologi romà commemora el seu trànsit l'1 de maig.

## Obres
En l'obra de Jeremies s'han de distingir dues parts: les profecies, recollides al “Llibre de les profecies de Jeremies”, i les “Lamentacions” o “Trens”.
La profecia de Jeremies o Llibre de les profecies de Jeremies, en la seva forma actual ofereix dues grans divisions: del capítol I al XLV, i del XLVI al LI. La primera conté la relació dels càstigs que amenaçaven directament Judà, mesclada amb narracions d'esdeveniments personals i nacionals; la segona conté les amenaces contra les nou nacions paganes i amonestacions indirectes a Judà perquè no seguís el politeisme i la política d'aquells pobles.
La disposició del text dels Setanta és diferent de la del text hebreu i la Vulgata; els discursos contra les nacions paganes, que en l'hebreu resten continguts en els capítols XLVI al LI, en els Setanta van després del XXV, 13, i a més, en ordre diferent. Hi ha també notables diferències en l'extensió del text del “Llibre de Jeremies”: el de les bíblies hebrea i llatina és quasi una octava part més extens que el dels Setanta.
Molt s'ha discutit i es discuteix encara sobre quin d'aquests texts ha preservat la forma de l'origen; malgrat això, el contingut dogmàtic dels raonaments de Jeremies no es troba afectat per les variants del text.